# Історія шовку

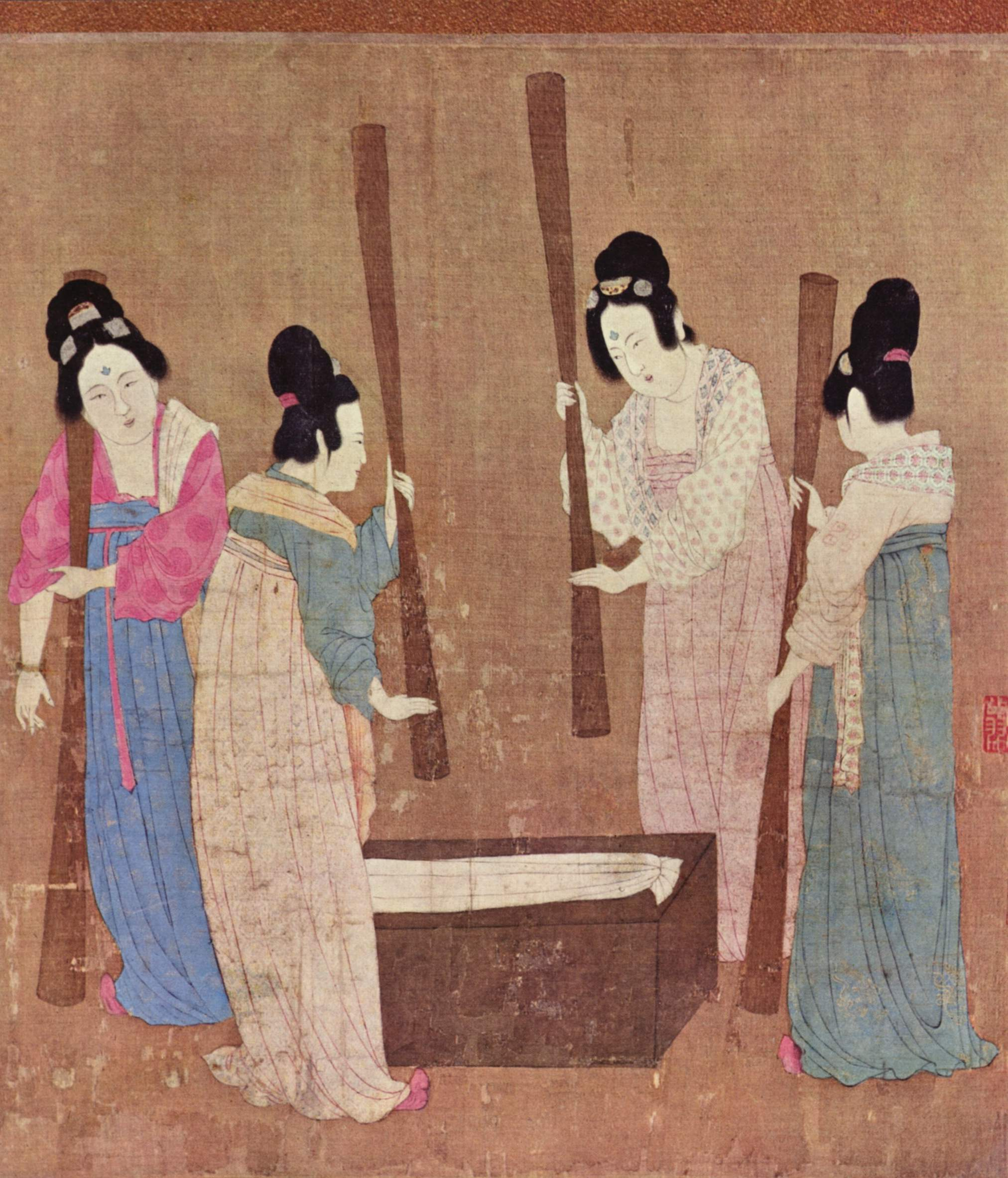
«Жінки виготовляють шовк», картина роботи імператора Хуей-цзуна, початок 12 ст.

Історія шовку налічує вже понад 5 тисяч років. Виробництво шовку бере свій початок у Китаї в епоху неоліту (культура Яншао, 4-те тисячоліття до н. е.). Шовк залишався обмежений Китаєм до відкриття Шовкового шляху в якийсь момент у другій половині першого тисячоліття до нашої ери. Китай зберіг свою віртуальну монополію на виробництво шовку ще на тисячу років. Шовк використовувався не тільки для одягу, а для ряду інших речей, у тому числі письма, а колір шовку в одязі був важливою вказівкою на соціальний клас під час династії Тан.

## Загальний опис
Культура вирощування та виробництва шовку проникла в Японію близько 300 н. е. До 522 р. н. е. візантійці зуміли отримати яйця шовкопряда і змогли розпочати вирощування тутового шовкопряда; араби почали виробництво шовку в той же час. В результаті поширення шовківництва, експорт китайського шовку став менш важливим, хоча вони ще зберігали панування над ринком шовку для предметів розкоші. Хрестові походи принесли виробництво шовку в Західну Європу, зокрема у багато італійських держав, де в результаті почався економічний бум від експорту шовку в іншу частину Європи. В Середньовіччі також почали відбуватися зміни в технології виробництва, з появою таких пристроїв, як прядка. У 16 столітті Франція приєдналася до Італії в розробці успішної торгівлі шовком; зусилля більшості інших країн для створення власної шовкової промисловості були невдалими.
Промислова революція змінила більшу частину шовкової промисловості Європи. Завдяки інноваціям в прядінні бавовни, бавовна стала значно дешевше у виробництві і, як наслідок, більш дороге шовкове виробництво стало менш поширеним. Однак нові ткацькі технології підвищили ефективність виробництва. Серед них був Жакардовий ткацький верстат, розроблений для шовкової вишивки. Епідемія декількох захворювань тутового шовкопряда спричинила падіння виробництва, особливо у Франції, де ця галузь так і не оговталася. У 20 столітті Японія і Китай відновили свою колишню роль в шовковій промисловості, а Китай зараз в черговий раз є найбільшим у світі виробником шовку. Поява нових тканин, таких як нейлон, сприяла зниженню поширеності шовку по всьому світу, і шовк тепер знову став досить рідкісним предметом розкоші, набагато менш важливим для індустрії, ніж у період свого розквіту.

## Рання історія

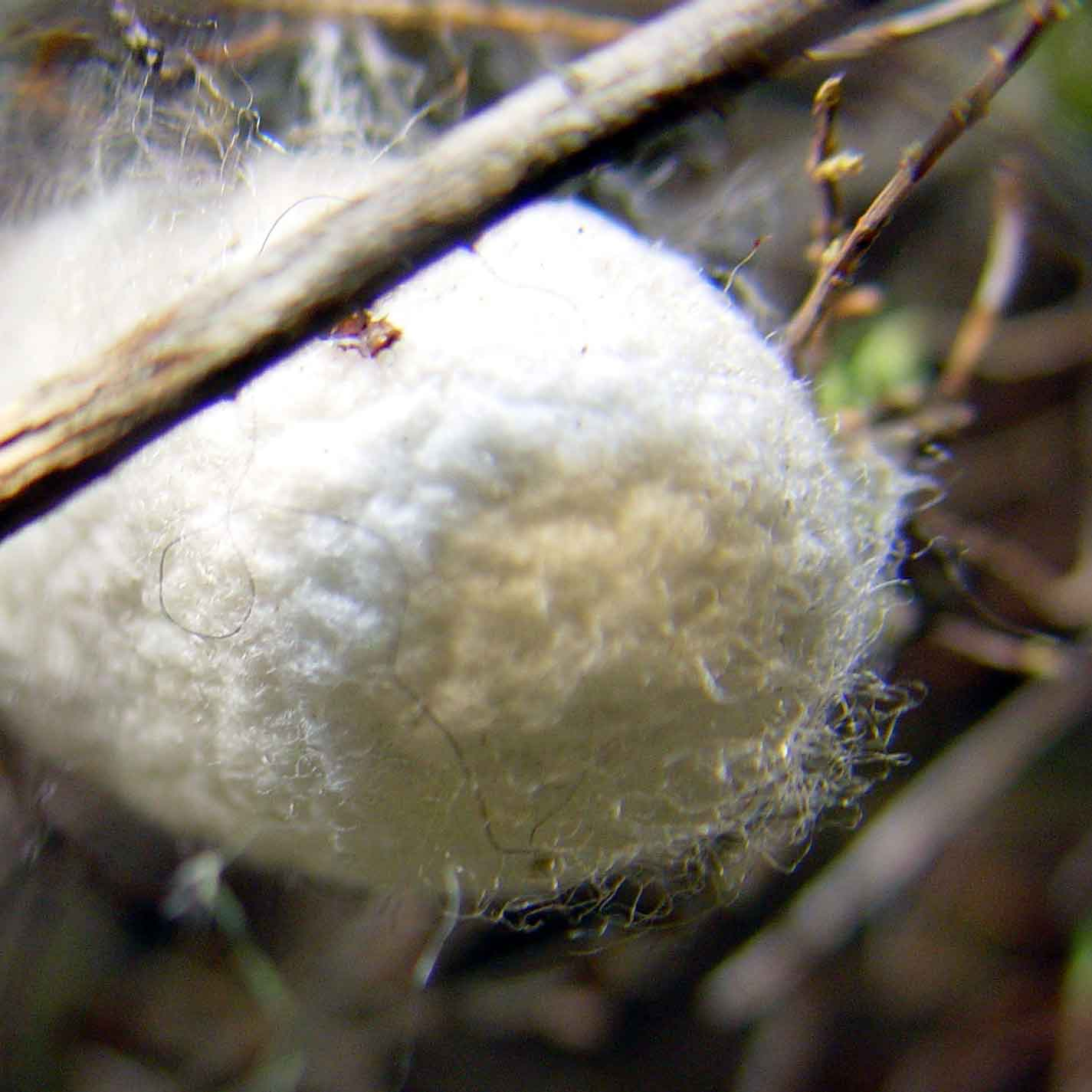
Кокон тутового шовкопряда

### Поява шовку

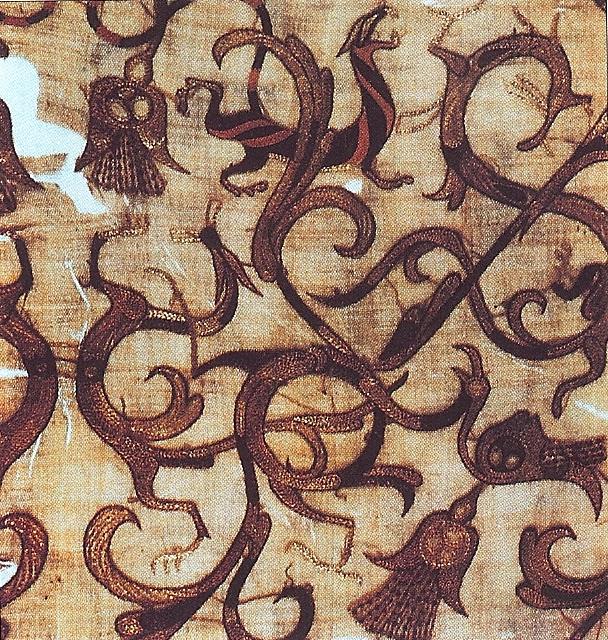
Деталь шовкового ритуального одягу з 4-го століття до н. е., династія Чжоу, Китай.

Найранішні свідоцтва про шовк були знайдені на археологічних ділянках культури Яншао в окрузі Сіа, Шаньсі, де знайшли шовковий кокон, розрізаний навпіл гострим ножем, і датували його між 4000 і 3000 роками до н. е. Вид був ідентифікований як шовкопряд шовковичний, одомашнений тутовий шовкопряд. Фрагменти примітивного ткацького верстату були знайдені на археологічних ділянках культури Хемуду в Юйяо, Чжецзян, датовані бл. 4000 роком до нашої ери. Найранішній приклад шовкової тканини датується 3 630 до н. е. і був використаний як саван для тіла дитини (тканину знайшли на археологічні ділянці культури Яншао сайті Ціньтайкун біля Ронгянг, Хенань. Шматки шовку були виявлені і в культурі Лянчжу на ділянці Ціньшаньянг у Хучжоу, Чжецзян, і датуються 2700 р. до н. е. Інші фрагменти були знайдені у королівських гробницях династії Шан (близько 1600—1046 рр. до н. е.)
У пізнішу епоху, китайці втратили секрет виробництва шовку корейцям, японцям і, пізніше, індійцям. Алюзії на тканину в Старому Завіті показують, що шовк був відомий у західній Азії в біблійні часи.  Вчені вважають, що починаючи з 2 століття до н. е. китайці створили торгову мережу, спрямовану на експорт шовку на Захід. Наприклад, шовк використовували перський двір і його цар Дарій III, коли Олександр Македонський завойовував Перську імперію. Хоча шовк швидко поширився по Євразії, його виробництво залишалося виключно китайським протягом трьох тисячоліть (за можливим виключенням Японії).

### Міфи та легенди
Праці Конфуція і китайської традиції наводять легенду про те, що в 27-му столітті до нашої ери, кокон шовкопряда впав у чашку чаю імператриці Лей Цзу. Бажаючи витягти його зі своєї чашки, 14-річна дівчина почала розмотувати нитку з кокона.
Потім їй прийшла в голову ідея сплести її. Спостерігаючи життя шовкопряда за рекомендацією чоловіка, Жовтого імператора, вона почала вчити своє оточення у мистецтву вирощування шовкопряда, шовківництву. З цього моменту дівчина стала богинею шовку в китайській міфології. Шовк зрештою покинув Китай через нащадка принцеси, яка була обіцяна принцу Хотан. Це, ймовірно, сталося на початку 1 століття нашої ери. Принцеса, відмовившись їхати без тканини, яку вона любила, змогла подолати імператорську заборону на експорт тутового шовкопряда.
Хоча шовк експортувався у великих обсягах, шовківництво залишалося секретом, який китайці ретельно охороняли. Отже, інші народи вигадували дуже суперечливі джерела походження неймовірної тканини.
В античності, більшість римлян, великих шанувальників тканини, були переконані, що китайці збирали тканину з листя дерев. Ця віра була вказана Сенекою старшим у його «Федрі» і Вергілієм у його «Георгіках». Цікаво, що Пліній Старший знав інше: говорячи про bombyx (шовкопряда), він писав у своїй «Природничій історії»  «вони плетуть павутину, як павуки, яка стає розкішним матеріалом одягу для жінок, що називається шовк.»

## Використання шовку у давньому і середньовічному Китаї
У Китаї вирощування шовкопрядів спочатку було обмежено жінками, і багато жінок працювало в шовковій промисловості. Хоча деякі бачили розвиток такого продукту розкоші непотрібним, шовк викликав такий ентузіазм серед вищого суспільства, що правила в «Книзі обрядів» були використані, щоб обмежити його використання лише для членів імператорської родини. Протягом приблизно тисячоліття, право носити шовк було лише у імператора та вищих сановників. Шовк в той час був ознакою багатства через його блискучий зовнішній вигляд. Цей блиск обумовлений формою нитки шовку, яка схожа на призму, яка відбиває світло від всіма кутами. Через деякий час шовк поступово поширився на інші класи китайського суспільства. Шовк стали використовувати в декоративних предметах, а також в менш розкішних цілях: музичні інструменти, риболовля і виготовлення луків. Селяни не мали права носити шовк до династії Цінь (1644—1911).

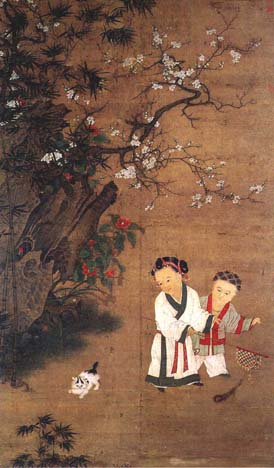
Китайський живопис на шовку. Діт, що грають, убрані в одяг із шовку. Робота Су Ханьченя (активний 1130–1160-ті), династія Сун.

Папір був одним із найвидатніших відкриттів Стародавнього Китаю. Починаючи з 3-го ст. до н. е. папір виготовлявся в різних розмірів, з різних матеріалів. Шовк не став винятком, і виробники шовку почали виготовляти папір з 2-го ст. до н. е. Шовк, бамбук, льон, пшенична і рисова солома — всі використовувались по-різному, і папір з шовку став першим розкішним папером. Дослідники виявили ранній приклад напису на шовковому папері в могилі маркіза, який помер близько 168 р.н. е., в Мавандуй, Хунань. Цей матеріал був, звичайно, дорожче, але і практичніше, ніж бамбукові пластинки. Знайдені трактати з багатьох питань, у тому числі метеорології, медицини, астрології, богослов'я, і навіть карти, написані на шовку.
Під час династії Хань, шовк ставав все більш цінним сам по собі, і став більше, ніж просто матеріал. Він використовувався для оплати державним посадовцям і громадянам, які були особливо достойні. Так само, як вартість товарів іноді оцінюється у вазі золота, довжина відрізу шовкової тканини стала валютним стандартом в Китаї (в доповнення до бронзової монети). Багатство, яке шовк приніс Китаю, викликало заздрість у сусідніх народів. Починаючи з 2 ст. до н. е. хунну регулярно грабували провінції Ханського Китаю протягом близько 250 років. Шовк часто виступав даром імператора цим племенам в обмін на мир.
Шовк описаний в главі, присвяченій посадці шовковиці, у роботі Сі Шенчжі з Західної Хань (206 до н. е. — 9 н. е.). Також зберігся календар для шовкового виробництва у документі Східної Хань (25-220 рр. н. е.). Два інших відомих творів про шовк з періоду Хань є втраченими.
«…військові платіжні відомості розповідають нам, що солдатам платили відрізами однотонної шовкової тканини, яка ходила як валюта у часи династії Хань. Солдати, можливо, торгували шовком з кочівниками, які приходили до воріт Великої Стіни продати коней і хутра.»
Протягом понад тисячоліття, шовк залишався головним дипломатичним подарунком імператора Китаю його сусідам або васалам. Використання шовку стало настільки важливим, що шовк (糸) незабаром став одним із головних ключів китайської писемності.
Взагалі кажучи, використання шовку регулювалось в Китаї дуже жорсткими правилами. Наприклад, династії Тан і Сун нав'язали бюрократам використання певних кольорів у відповідності з їх різними функціями в суспільстві. Під Мін, шовк стали використовувати в серії аксесуарів: хустки, гаманці, ремені, і навіть вишитий шматок тканини, що зображує десятки тварин, реальних або міфічних. Ці модні аксесуари, як і раніше, асоціювались з певною посадою: був конкретний головний убір для воїнів, для суддів, для дворян, та інших в релігійних цілях. Жінки високого китайського суспільства дотримувались кодифікованої практики і використовували шовк у своїх шатах, до яких вони додавали незліченні мотиви. Праця 17-го століття «Цзінь пін мей» дає опис одного такого  мотиву:

Китайський процес виробництва шовку
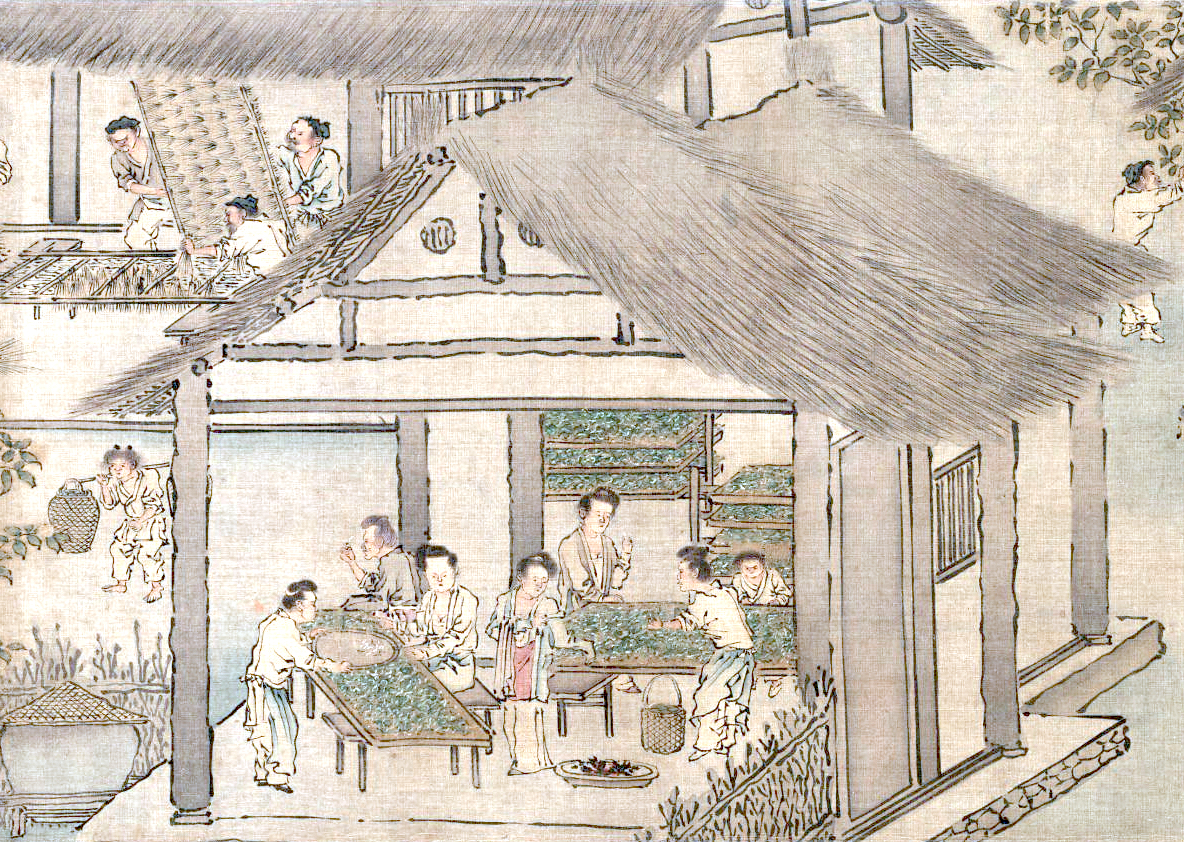
Шовкопряди і листя шовковиці кладуться на таці.
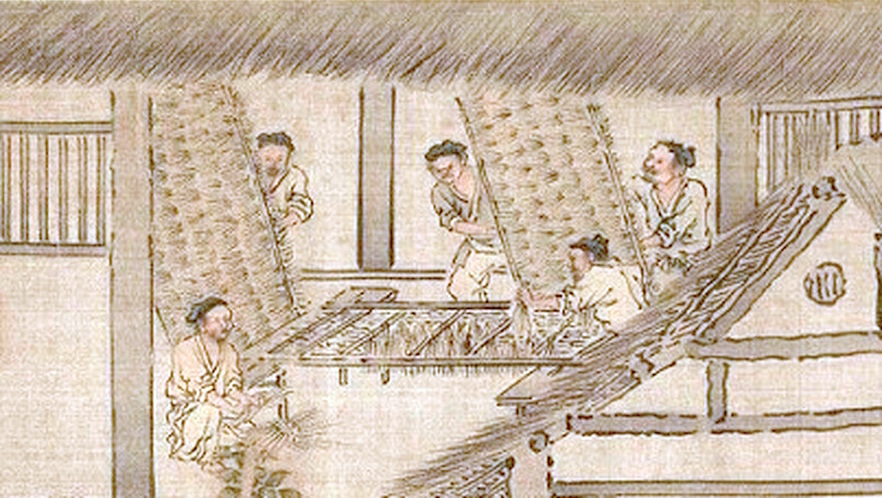
Готуються рамки з гілок.
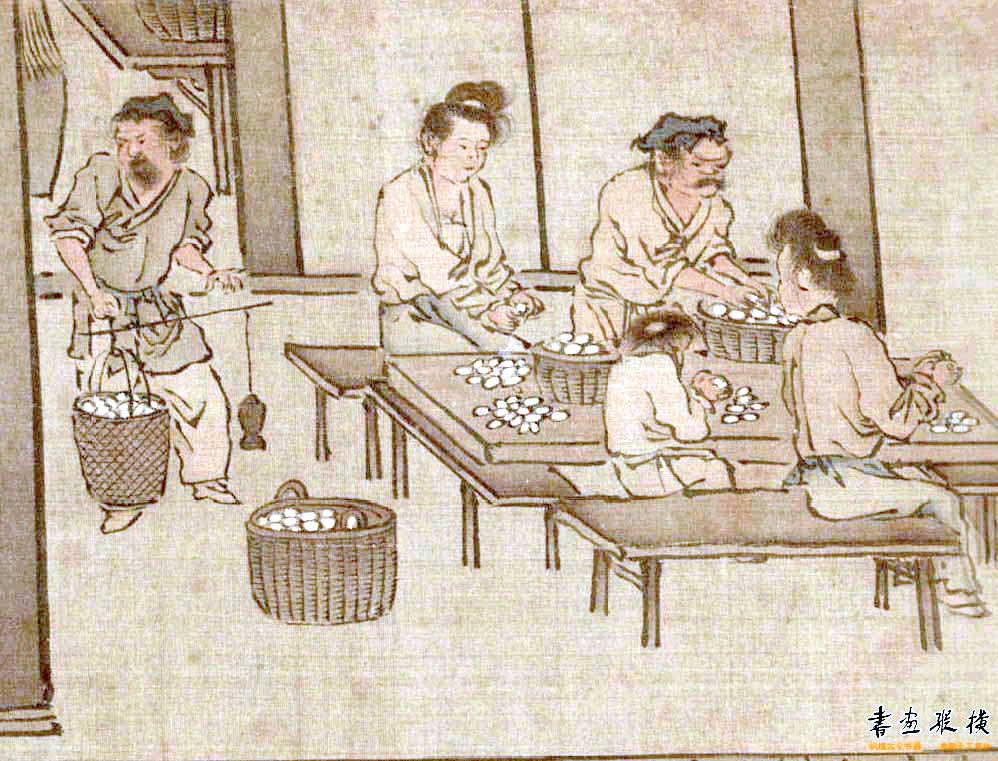
Кокони зважують.
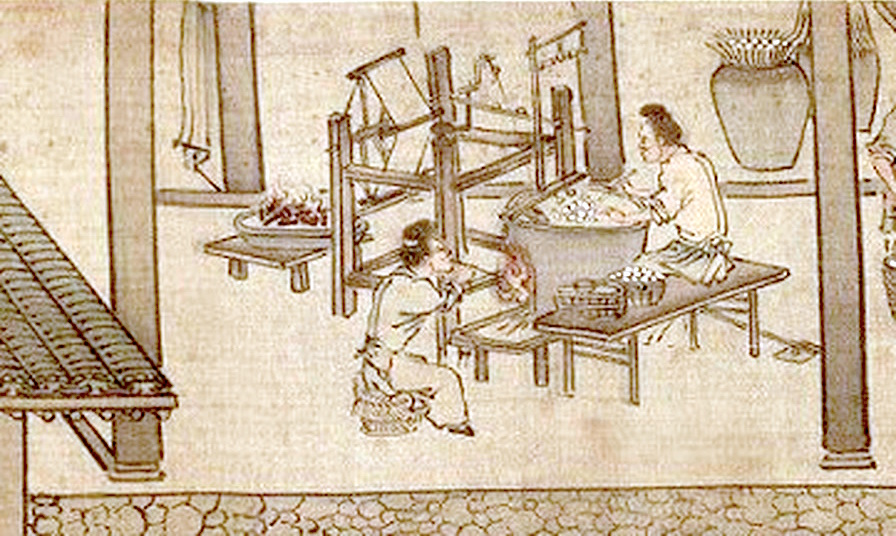
Кокони розмочують і шовк намотують на бобіни.
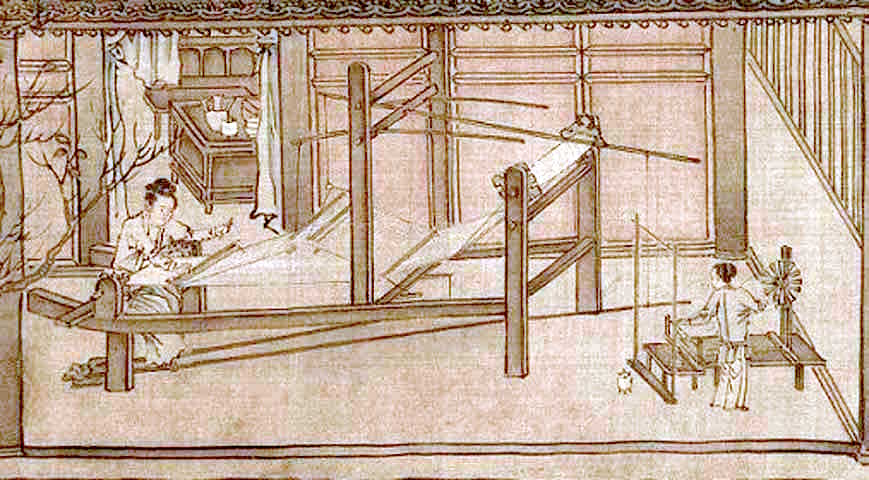
Шовк плетуть, використовуючи ткацький верстат.

## Китайський шовк і комерція

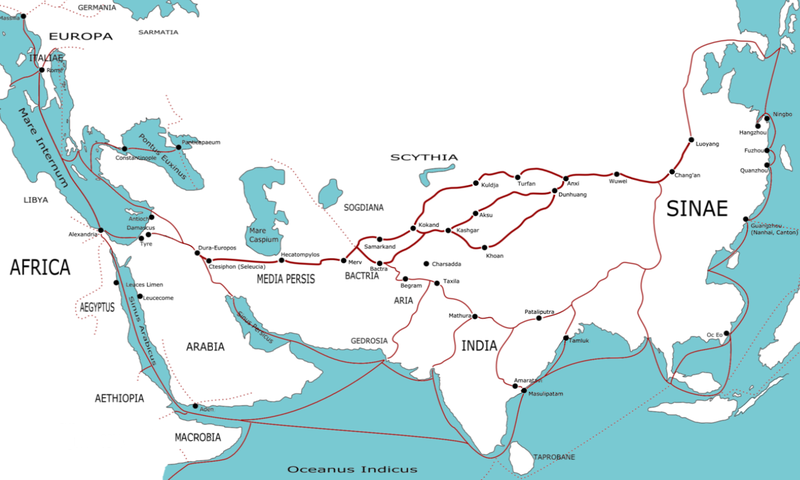
Головні «шовкові шляхи» між 500 до н. е. і 500 р. н. е.

Численні археологічні знахідки показують, що шовк став розкішним матеріалом, який цінувався в зарубіжних країнах, задовго до відкриття Шовкового шляху китайцями. Наприклад, шовк був знайдений в Долині царів в гробниці мумії, яка датується 1070 роком до нової ери. Спочатку греки, а потім римляни почали говорити про Серес (людей шовку), термін для позначення жителів далекого царства, Китаю. На думку деяких істориків, перший римський контакт з шовком відбувся у легіонів правителя Сирії Красса. У битві при Каррах, недалеко від Євфрату, легіони були так здивовані пишнотою прапорів Парфії, що втекли.
Шовковий шлях на захід був відкритий китайцями в 2-му столітті нашої ери. Головний шлях виходив із Сіань, оминав з півночі або півдня пустелю Такла-Макан, одне з найпосушливіших місць в світі, перед перетином Паміру. Каравани, які використовували цей спосіб для обміну шовку з іншими купцями, як правило, були досить великі, маючи від 100 до 500 чоловік, а також верблюдів і яків з вантажем бл. 140 кг товару. Шлях доходив до Антіохії і узбережжя Середземного моря, приблизно через один рік подорожі від Сіаня. На півдні, другий шлях ішов через Ємен, Бірму та Індію, перш ніж приєднатися до Північного маршруту
Незабаром після завоювання римлянами Єгипту в 30 р. до н. е., між ними та Азією почалася звичайна комерція, відзначена римським апетитом до шовкової тканини, що йшла з Далекого Сходу і перепродавалася римлянам парфянами. Римський Сенат марно намагався заборонити носіння шовку з економічних та моральних причин. Імпорт китайського шовку спричиняв такий відтік такої величезної кількості золота з Риму, що шовковий одяг сприймався як знак декадансу і аморальності.
| Ліві лапки | Я бачу шовковий одяг, якщо тканину, яка не приховує тіло, чи навіть соромні місця, можна назвати одягом. ... Чисельні зграйки служниць працюють, щоб зрадниця була видна через її тонку сукню, щоб її чоловік не знав тіло своєї дружини більше, ніж будь-який сторонній знайомий або іноземець. | Праві лапки |

У пізньому Середньовіччі торгівля через сухопутні маршрути великого Шовкового шляху скоротилася у міру зростання морської торгівлі. Великий шовковий шлях був важливим фактором у розвитку цивілізацій Китаю, Індії, Стародавнього Єгипту, Персії, Аравії і Стародавнього Риму. Хоча шовк був основним предметом експорту з Китаю, продавалось і багато інших товарів були продані, а також по Шовковому шляху поширювались різні технології, релігії і філософії, та хвороби, напр. бубонна чума («чорна смерть»). Інші товари, які торгувались на шляху включали шовк, атлас, конопляну тканину та інші витончені тканини, мускус, парфуми, спеції, ліки, коштовності, вироби зі скла, і навіть ревінь, а також рабів. Китай торгував шовком, чаєм і порцеляною; Індія торгувала спеціями, слоновою кісткою, тканинами, коштовним камінням і перцем; Римська імперія експортувала золото, срібло, кришталь, вино, килими і коштовності. Хоча термін «Шовковий шлях» має на увазі велику подорож, дуже мало хто їздив по всьому маршруту, від початку до кінця; по більшій частині, товар доставлявся серією агентів на різних маршрутах і торгувався на галасливих ринках міст-оаз. В части Античності основними торговцями були індійські і бактрійські купці, потім з 5-го по 8 століття н. е. — согдійські торговці, а після — арабські і перські торговці.

## Поширення продукції

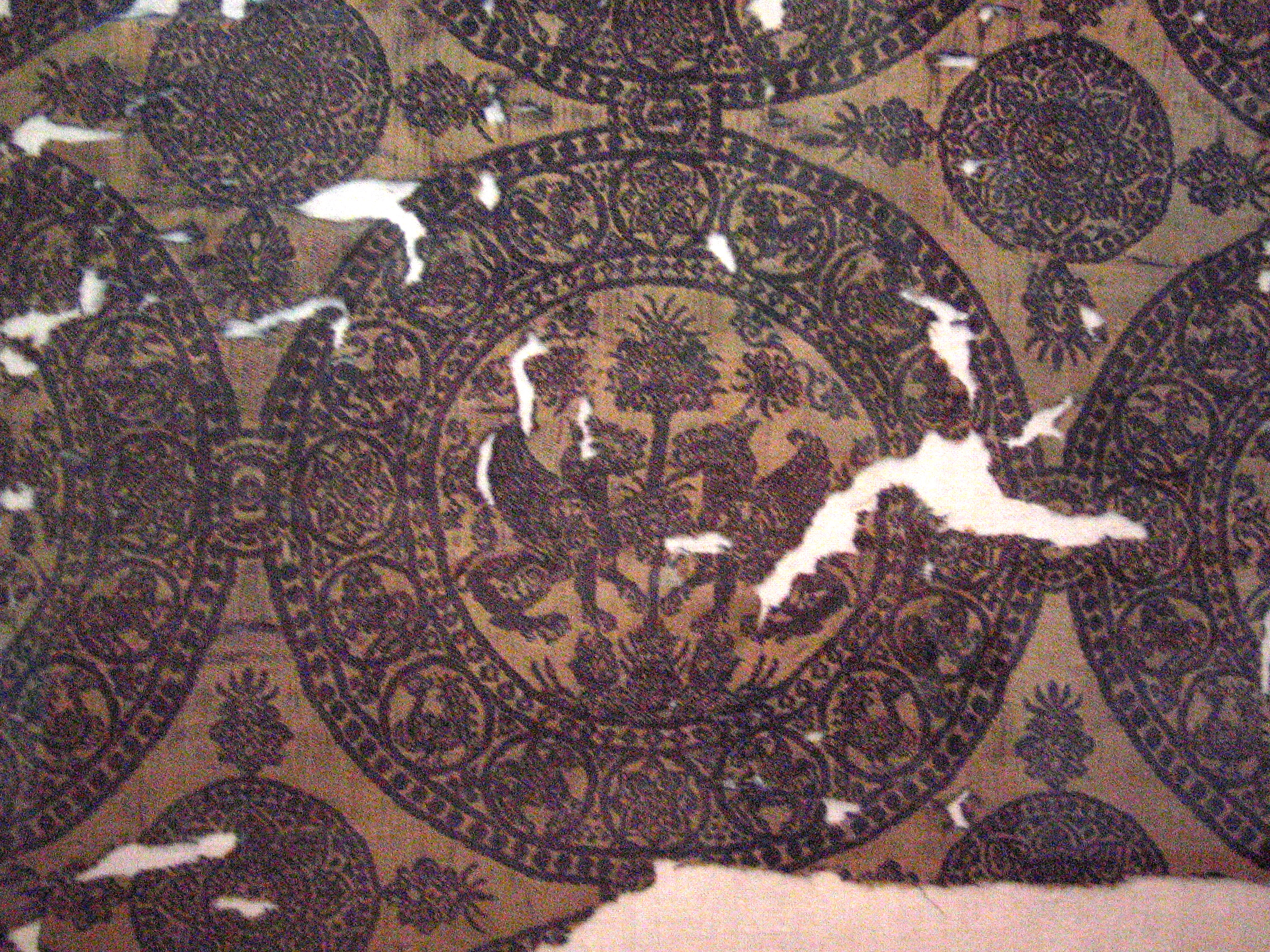
Надихнута Сасанідами двостороння шовкова тканина, з крилатими левами і Древом життя, ранній ісламський період в Ірані, Національний музей Ірану.

Хоча шовк був добре відомий у Європі та в більшості країн Азії, Китаю вдалося зберегти майже монополію на виробництво шовку. Монополія захищалась імператорським указом, прирікаючи на смерть тих, хто намагався експортувати шовковичних шовкопрядів або їх яйця. Тільки близько 300 р.н. е. японській експедиції вдалось викрасти кілька яєць шовкопряда та і чотирьох молодих китайських дівчаток, які були змушені навчити своїх викрадачів мистецтву шовківництва. Широко методи шовківництва були введені в Японії частими дипломатичними обмінами з Китаєм між 8-м і 9-м століттями.
Починаючи з 4 століття до н. е. шовк досяг Елліністичного світу за допомогою купців, які хотіли обміняти його на золото, слонову кістку, коней або дорогоцінне каміння. Аж до кордонів Римської імперії, шовк став грошовим стандартом оцінки вартості різних товарів. Елліністична Греція цінила високу якість китайських товарів і докладала зусиль у висадженні тутових дерев і розведення шовкопрядів в басейні Середземного моря. Сасанідська Персія контролювала торгівлю шовком, призначеним для Європи і Візантії.
Грецьке слово для «шовковий» було σηρικός, від імені Серес (Σῆρες), які за словами Страбона були людьми, від яких шовк був вперше отриманий. Грецьке слово породило латинське sericum і, в кінцевому рахунку, шовк.

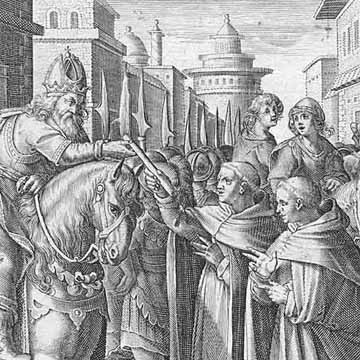
Ченці, послані Юстиніаном, дають йому шовкопрядів.

З розповіді Прокопа, лише у 552 році н. е. візантійський імператор Юстиніан I отримав перші яйця шовкопряда. Він послав двох несторіанських ченців у Центральну Азію, і вони змогли пронести яйця шовкопряда, приховані в прутах бамбука. Під час подорожі ченців, яйця вилупилися, хоча до прибуття не загорнулись у кокон. Таким чином Візантійська церква була здатна виробляти шовкову тканину для імператора, з наміром створення великої шовкової промисловості у Східній Римській імперії, використовуючи навички, отримані від Сасанідів. Вони мали юридичну монополію на тканину, але імперія продовжувала імпорт шовку з інших великих міських центрів на Середземному морі. Краса візантійських технік була не результатом виробничого процесу, а бездоганною точністю виконання і орнаментування. Ткацькі прийоми, якими вони користувалися, були взяті з Єгипту. Перший схеми малюнків для ткацьких верстатів з'явилися в 5 столітті.
Араби, з їх розширенням завоювань, поширили шовківництво берегами Середземного моря, що призвело до розвитку шовківництва в Північній Африці, Андалузії і Сицилії.
Взаємодія візантійських та мусульманських центрів ткання шовку усіх рівнів якості, з імітаціями, які створювались в Андалусії і місті Лукка (серед інших міст), зробили важкими ідентифікацію та датування рідкісних збережених прикладів шовкових тканин того часу.
Хоча китайці втратили монополію на виробництво шовку, вони були в змозі відновити себе як основного постачальника шовку (при династії Тан) та налагодити промислове виробництво у великих масштабах (під час династії Сун). Китай продовжував експортувати високоякісні тканини в країни Європи і Близького Сходу по Шовковому шляху.
Після початку Хрестових походів, методи виробництва шовку стали поширюватися по всій Західній Європі.
У 1147 р., в той час як візантійський імператор Мануїл I зосередив всі свої зусилля на Другому хрестовому поході, норманський король Роджер II Сицилійський напав на Коринф і Фіви, два важливих центри візантійського шовкового виробництва. Він захопив паростки дерев і інфраструктуру виробництва шовку і депортував усіх працівників в Палермо, тим самим створивши процвітаючу норманську шовкову промисловість.
Розграбування Константинополя в Четвертому хрестовому поході в 1204 році викликало занепад міста і його шовкової промисловості, тому багато майстрів покинули місто на початку 13 століття. Італія створила велику місцеву шовкову промисловість після того, як 2000 кваліфікованих ткачів прибули з Константинополя. Багато також вирішили оселитися в Авіньйоні, щоб вдягати пап в Авіньйоні.
Раптовий бум шовкової промисловості в італійській державі лукка, починаючи з 11-12-го ст. було пов'язаний зі значними сицилійськими, єврейськими та грецькими слободами, разом з багатьма іншими іммігрантами з сусідніх міст на півдні Італії.  З втратою багатьох італійських факторій на Сході, імпорт китайських тканин різко впав. Для того, щоб задовольнити запит багатих і впливових буржуа на розкішні тканини, міста Лукка, Генуя, Венеція і Флоренція почали експортувати шовк по всій Європі. У 1472 році лише у Флоренції було 84 майстерні і, принаймні, 7000 майстрів.

### Взаємні впливи

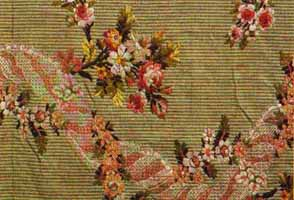
Французька шовкова парча — Ліон 1760—1770

Шовк вироблявся з використанням різних порід лускокрилих, як диких, так і одомашнених. Хоча дикий шовк вироблявся в багатьох країнах, немає ніяких сумнівів, що китайці були першими, хто почав виробництво великого масштабу, маючи найефективніші види для виробництва шовку Bombyx mandarina і його одомашненого нащадка B. mori. Китайські джерела стверджують про існування пристрою для розмотування коконів тутового шовкопряда в 1090 році. Кокони були поміщались у великий таз з гарячою водою, шовк залишав таз через крихітні направляючі кільця, і намотувався на великі котушки, завдяки руху назад і вперед. Існує мало інформації про методики створення нитки, використовувані в Китаї. Обертове колесо, яка, по всій ймовірності, мала ручне управління, було відоме з початку нашої ери. Перше підтверджене зображення прядки датується 1210 роком. Зображення шовкової прядильної машини, яка працює на водяному колесі, датується 1313 роком.
Більш детальна інформація існує про ткацькі верстати. Трактат «Nung Sang Chi Yao» («Основи землеробства і шовківництва»), складений близько 1210 року, насичений малюнками і описами, які відносяться до шовку. В ньому неодноразово стверджується, що китайську верстати далеко перевершують всі інші. Він говорить про два види ткацьких верстатів, які залишають робочі руки вільними: кегельний (ручний) ткацький верстат, який має євразійське походження, і педальний (ножний) ткацький верстат, який має східноазійське походження. Існує багато зображень схем верстатів 12-го і 13-го століть. Якщо придивитися, можна побачити багато спільного між різними верстатами євразійського типу. З часів династії Цзінь, існування шовкового дамасту добре зафіксоване, а з 2-го століття до н. е. чотири-ремізні ткацькі верстати і інші інновації дозволили створити шовкову парчу.

## Шовк в середньовічному світі

### Більш доступна розкіш

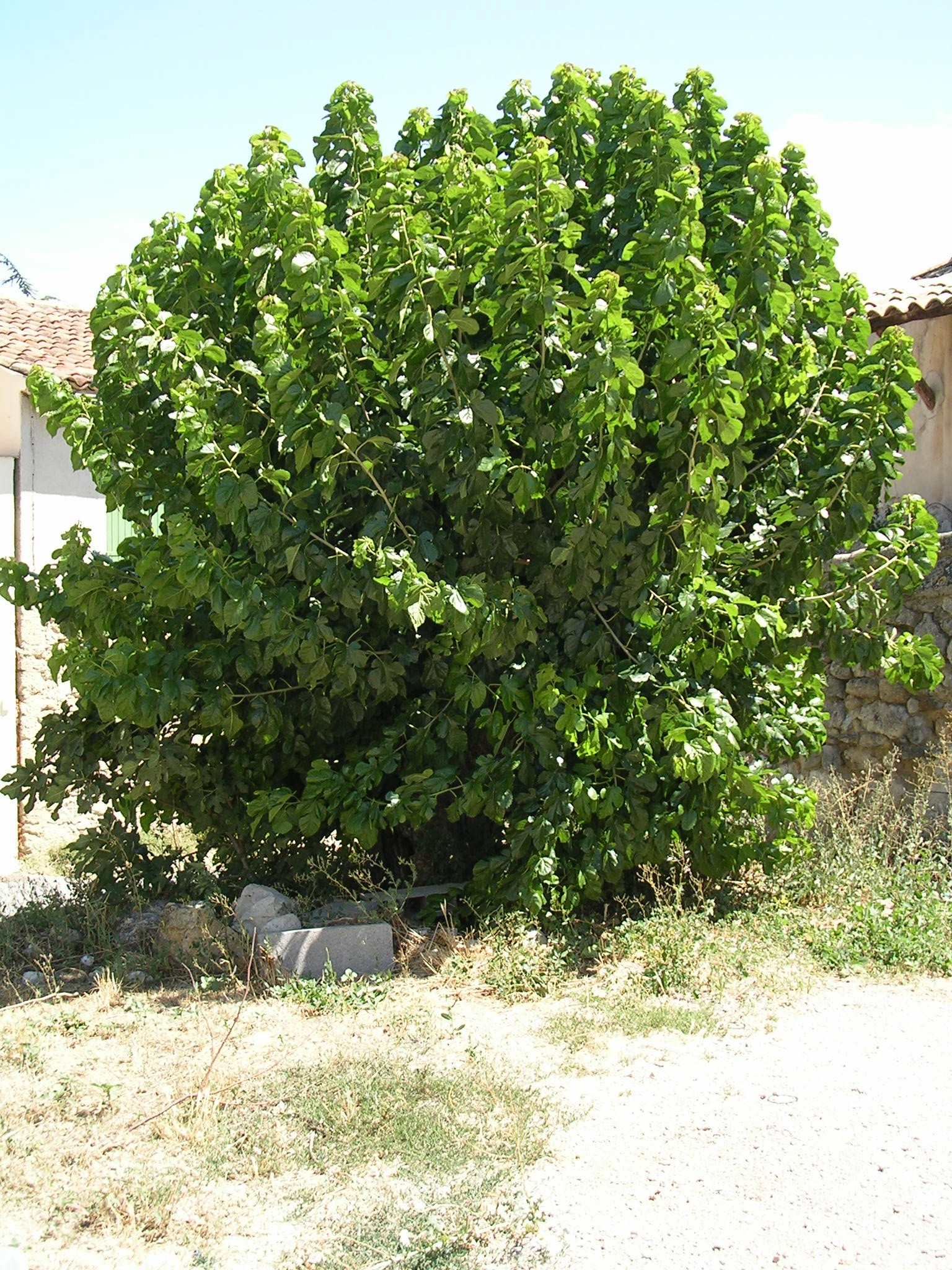
Доросла шовковиця в Провансі.

У Середні століття продовжилось використання існуючих методів для виробництва шовку без будь-яких змін ні в матеріалах, ні в інструментах. Невеликі зміни почали з'являтися в 10-12 ст. У  короткі терміни стали з'являтися нові тканини; конопля і бавовна також мали свої особливості методів виготовлення. Відомий з часів Римської імперії, шовк залишався рідкісним і дорогим матеріалом. Візантійські магнажері в Греції і Сирії (з 6 по 8 століття), і арабські в Сицилії та Іспанії (з 8 по 10 століття) були в змозі надати розкішний матеріал в набагато більшій кількості.

### Покращена технологія
У 13-му столітті технологія зазнає кардинальних змін. ймовірно, як і в Англії в кінці 18-го століття, досягнення в текстильній промисловості були рушійною силою досягнень в області технології в цілому, а шовк дійсно займає привілейоване місце в цій історії.
На початку 13 століття, примітивні форми скручування шовкової нитки вже були у використанні. У словнику 1221 р. Жана де Гарланда і в «Ремісничому довіднику» (фр. Livre des métiers) 1226 р. Етьєна Бульо наведені багато типів пристроїв, які можуть бути тільки скручувальними машинами. Використовувані інструменти були вдосконалені в Болоньї між 1270 і 1280 роками. З початку 14-го століття, багато документів вказують на використання пристроїв, які були досить складні.
Барабан, спочатку розроблений для шовкової промисловості, зараз має безліч застосувань. Найранішнє зі збережених зображень європейської прядки — вітраж в соборі Шартра. Бобіни і снуя машини з'являються разом на вітражі в Шартрі і на фресці в кельнському Кункельхаусі (близько 1300 р.). Цілком можливо, що зубчаста снувальна машина була створена для шовкової промисловості; це дозволило узагальнити сную і зробити її довшою.
Починаючи з кінця 14 століття, без сумніву внаслідок чорної смерті, яка панувала з середини сторіччя, відбувся загальний зсув у бік менш дорогих методів. Багато речей, які раніше були повністю заборонені в цехах, стали звичайним явищем (використання неякісної вовни тощо). У шовковій промисловості, використання водяних млинів зросло і не пізніше 15-го століття, ткацький верстат, спроектований Жаном Ле Калабре, отримав майже універсальне використання.

### Шовкова промисловість у Франції

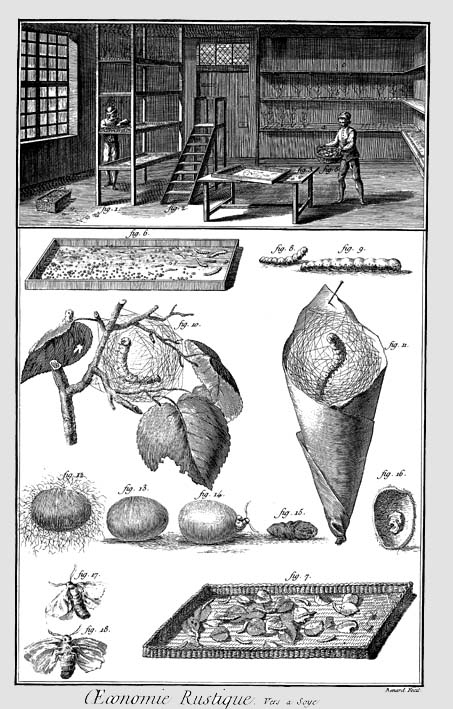
Картинка з Енциклопедії Дідро і д'Аламбера показує різні етапи шовківництва і виробництва шовку.

Італійська шовкова тканина була дуже дорогою, як через вартість сировини, так і через вартість виробництва. Майстри в Італії виявилися не в змозі йти в ногу з вимогами французької моди, яка безперервно вимагала легших і менш дорогих матеріалів. Такі матеріали для одягу та швейної продукції почали вироблятися на місці. Тим не менш, італійський шовк довгий час залишався одним з найцінніших, в основному для меблів і за яскраві кольори фарб.
За прикладом багатих італійських міст-держав епохи, таких як Венеція, Флоренція і Лукка, які стали центрами текстильної промисловості для розкоші, Ліон отримав аналогічну функцію на французькому ринку. У 1466 році король Людовик XI вирішив створити національну шовкову промисловість в Ліоні. Перед обличчям протестів з боку ліонців, він поступився і переніс виробництво шовку в Тур, але промисловість в Турі залишався відносно незначною. Його основним завданням було скоротити дефіцит торгового балансу Франції з Італією, що викликало втрати Франції у розмірі 400000-500000 золотих екю на рік. Франциском I в 1535 році вручив королівську грамоту двом купцям, Етьєну Турке і Бартелемі Нарісу, для розвитку шовкового виробництва в Ліоні. У 1540 році король надав монополію на виробництво шовку в Ліоні. Починаючи з 16 століття, Ліон став столицею європейської торгівлі шовком, у тому числі задаючи тон моді. Зі зростанням впевненості, виробники шовку в місті почали відмовлятися від оригінальних східних стилів на користь свого власного виразного стилю, в якому підкреслюються пейзажі. Тисячі робітників, каню, присвятили себе процвітаючій індустрії. У середині 17 століття в Ліоні використовувалось понад 14 000 ткацьких верстатів, а шовкова промисловість  годувала третину населення міста.
У 18 і 19 століттях Прованс переживав бум шовківництва, який тривав до Першої світової війни, а більшість шовку вивозилась на північ в Ліон. Йдемо і Ла-Бастід-де-Журдан — дві комуни з Люберона, які отримували найбільшу вигоду з шовковичних плантацій (які з тих пір зникли). Працюючи на дому по місцевій системі, у прядінні та обробці шовку було зайнято багато людей, що збільшувало доходи робітничого класу.

### Поширення на інші країни

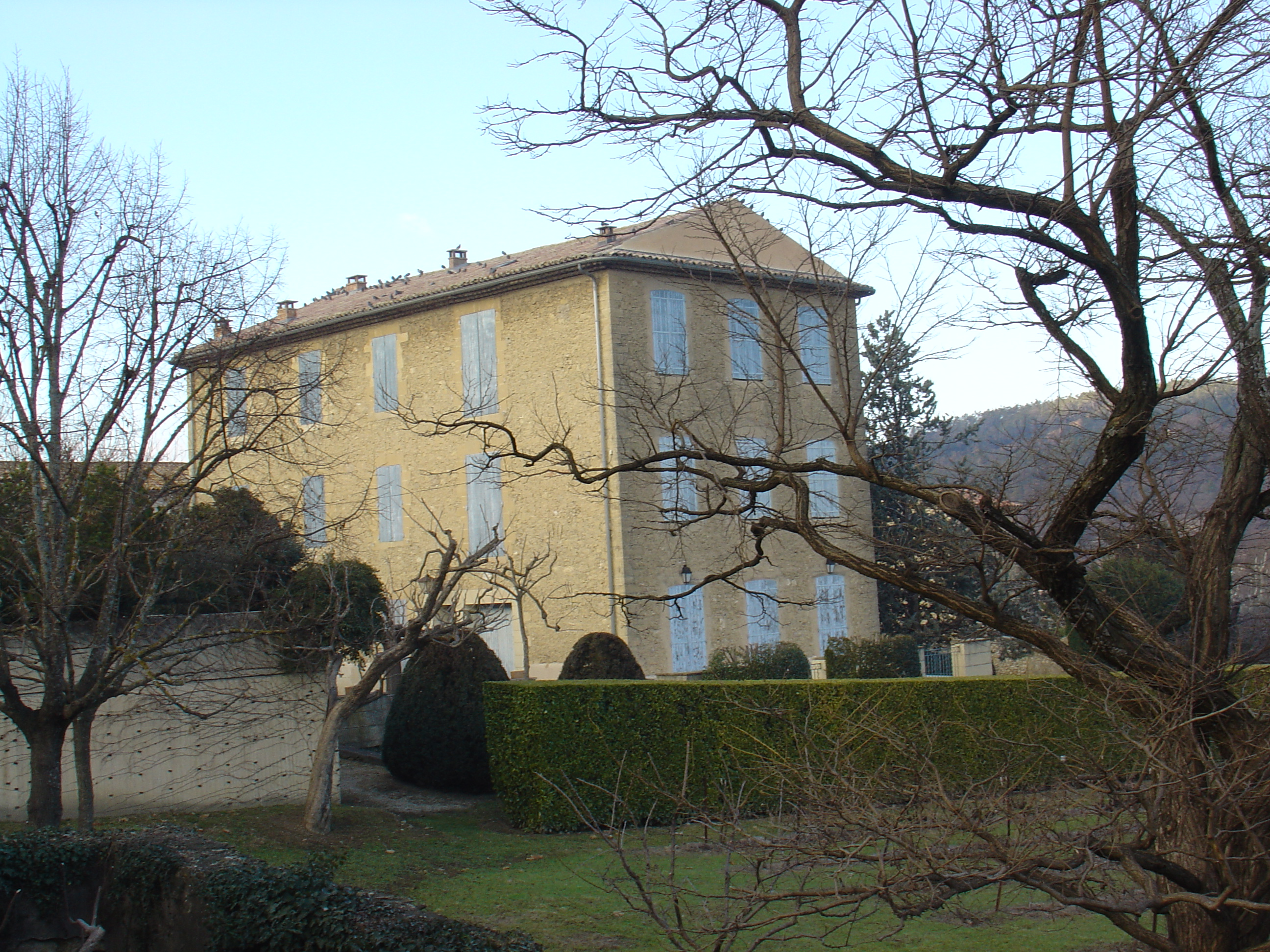
Колишній магнажері в Любероні

Англія за правління Генріха IV також бажала створити шовкову промисловість, але можливість виникла лише після Нантського Едикту в 1680-х роках, коли сотні тисяч французьких гугенотів, багато з яких були майстерними ткалями і експертами шовківництва, почали емігрувати в Англію, рятуючись від релігійних переслідувань. У деяких районах, в тому числі Спіталфілдс, виникли безліч високоякісних шовкових майстерень, їх продукція відрізнялась від континентального шовку в основному використовуваними кольорами. Але британський клімат завадив становленню домінування Англії в світовій торгівлі шовком.
Багато хто мріяв про встановлення шовкової промисловості в британських колоніях в Америці, починаючи з 1619 р., під час правління короля Якова I. Але шовкова промисловість в колоніях не стала дуже значною. Аналогічно, шовкову промисловість намагались започаткувати і в багатьох інших країнах, включаючи Мексику, куди він був доставлений Кортесом в 1522 році. Лише зрідка ці нові шовкові галузі виросли до скільки-небудь значних розмірів.

## Шовк з часів промислової революції

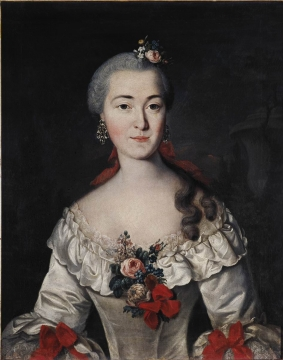
«Портрет Марії Іванівни Татіщевої» Девіда Людера (1759)
Москва, Третьяковська галерея. Татіщева показана в шовковій сукні.

### Початок Промислової революції
Початок Промислової революції був відзначений масовим бумом в текстильній промисловості з чудовими технологічними нововведеннями, який очолювала бавовняна промисловість Великої Британії. В перші роки, нерідко були розриви в технологічних інноваціях між різними етапами виробництва тканини, що провокувало доповнюючі інновації. Наприклад, прядіння прогресувало набагато швидше ніж ткацтво.
Однак шовкова промисловість не отримала ніякої вигоди від інновацій в прядінні, оскільки шовк за природою — вже готова нитка. Виготовлення шовку, срібної і золотої парчі — дуже тонкий і точний процес, де кожний колір потребує власного човника. У 17-му столітті і 18-го століть почався прогрес у спрощенні і стандартизації виробництва шовку, з безліччю досягнень один за одним. Перфокартний верстат Бушона і Фалкона з'явився в 1775 році, пізніше удосконалений Жаком де Вокансоном. Пізніше Жозеф Марі Жаккар поліпшив конструкцію Фалкона і Вокансона, представивши революційний Жакардовий ткацький верстат, який дозволив механічну обробку рядків перфокарти у правильній послідовності. Перфокарти для Жакардових машин були прямим попередником сучасного комп'ютера в тому, що вони давали (обмежену) форму програмування. Власне, самі перфокарти були перенесені на комп'ютери і були повсюдними до їх виходу з використання у 1970-х роках (у СРСР — пізніше). З 1801 року вишивка стала високомеханізованою завдяки ефективності Жакардового ткацького верстата. Механізм, покладений в основу Жакардового ткацького верстата, навіть дозволяв пускати складні орнаменти у масове виробництво.
Жакардовий ткацький верстат був негайно засуджений працівниками, які звинуватили його в безробітті, але незабаром він став життєво важливим для промисловості. Верстат був оголошений державною власністю в 1806 році, а Жаккард був винагороджений пенсією і роялті на кожну машину. У 1834 році налічувалося 2885 Жакардових ткацьких верстатів лише у Ліоні. Повстання каню в 1831 році передвіщало багато великих робітничих повстань промислової революції. Каню зайняли місто Ліон і не полишили його до кривавих репресії армією, очолюваною маршалом Сультом. Другий бунт, аналогічний першому, стався в 1834 році.

### Спад в європейській шовкової промисловості
Перші хвороби тутового шовкопряда почали з'являтися в 1845 році, створюючи епідемії. Серед них «пебрін», викликана мікроспоридіями Nosema bombycis, «грасері», викликана вірусом, «флашері», обумовлені вживанням заражених листів шовковиці, або «захворювання білого мускардина», викликане грибком Beauveria bassiana. Епідемія досягла величезних масштабів, і після того, як був атакований шовкопряд, інші віруси почали заражати тутові дерева. Хіміку Жану-Батісту Дюма, французькому міністру сільського господарства, було доручено зупинити епідемію. На фоні благання про допомогу від працівників шовківництва, у 1865 році він попросив Луї Пастера вивчити хвороби. Протягом багатьох років, Пастер думав, що „пебрін“ (pébrine) не заразна хвороба. В 1870 році він змінив свою думку, і були вжиті заходи, які викликали спад захворювання.
Тим не менш, зростання цін на кокони тутового шовкопряда і зниження важливості шовку в одязі буржуазії в 19 столітті викликали занепад шовкової промисловості в Європі. Відкриття Суецького каналу в 1869 році і шовковий дефіцит у Франції знизили ціни імпорту азійського шовку, особливо з Китаю і Японії.
Починаючи від Тривалої депресії (1873—1896), ліонське шовкове виробництво стала повністю індустріальним, а ручні верстати почали стрімко зникати. У 19-му столітті текстильна промисловість отримала прогрес від успіхів у хімії. Хімічний синтез аніліну був використаний, щоб створити барвник мовеїн (анілін фіолетовий), а синтез хініну — барвник індиго. У 1884 році граф Ілер де Шардоне винайшов штучний шовк і в 1891 році відкрив завод, який займався виробництвом штучного шовку (віскози), вартість якої була набагато менше і яка частково замінила натуральний шовк.

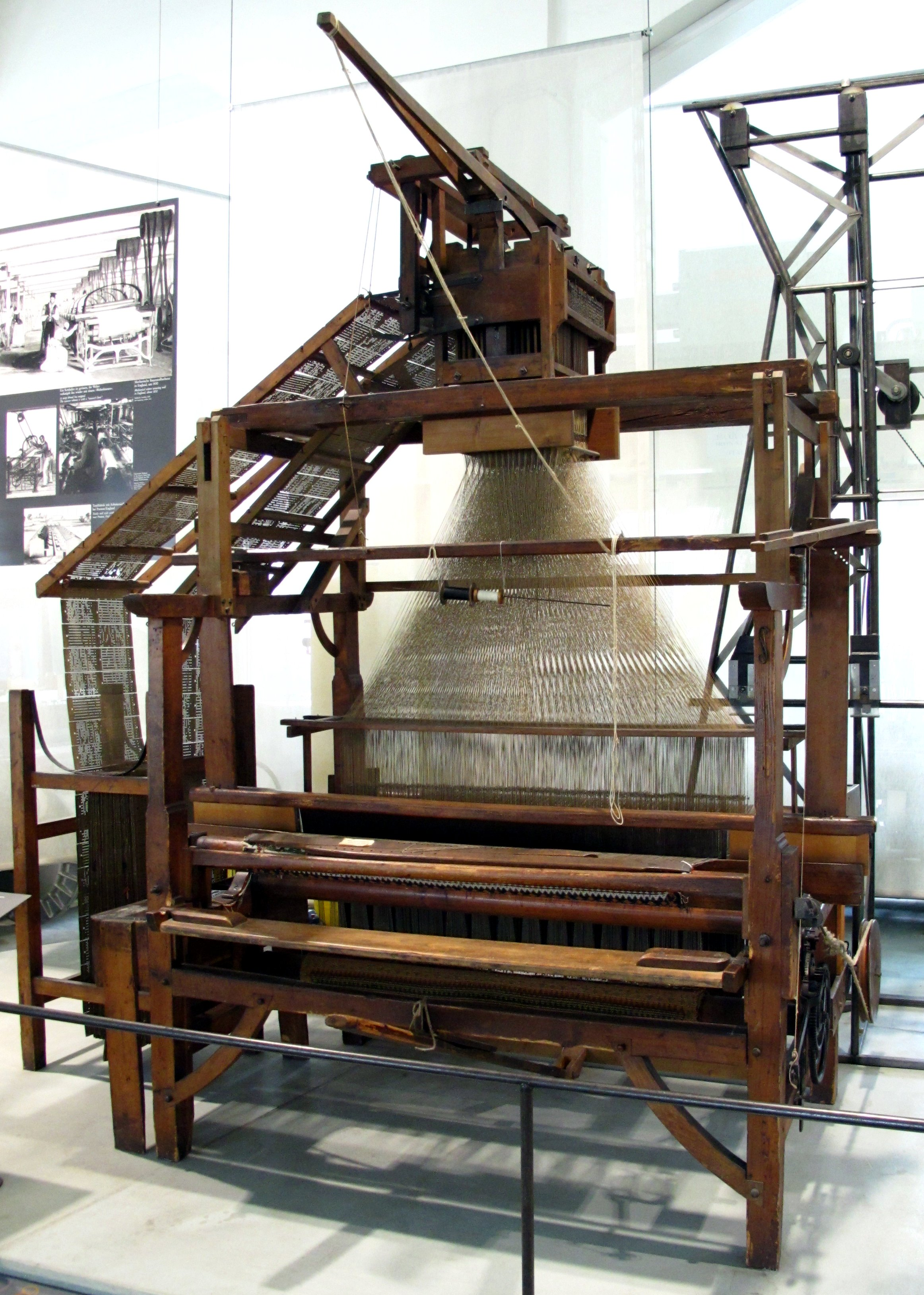
Жакардовий ткацький верстат.
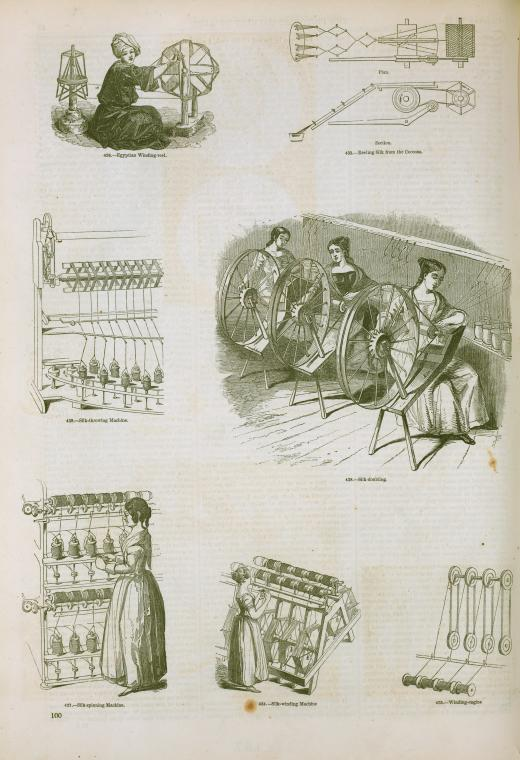
Ілюстрація різних машин, які використовувались у шовковій текстильній промисловості Англії, 1858 р.
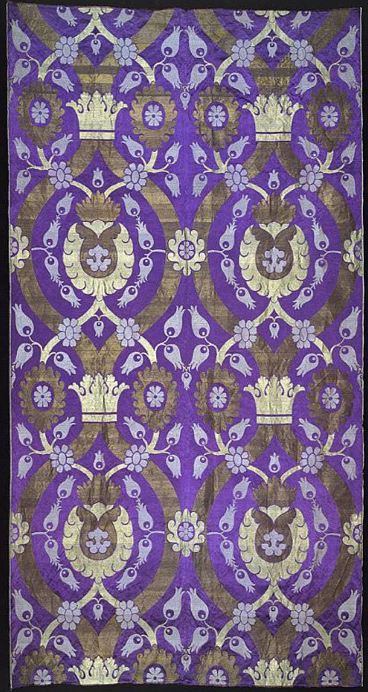
Бавовняна панель, вишита шовком, бавовною і позолоченою металевою ниткою, сплетена машиною у Шотландії бл. 1887 р. Мотив тюльпанів навіяний турецьким текстилем.

## В Україні
Шовкові тканини в Україні відомі ще з часів Київської Русі, а з 14 — 16 ст. у висліді відокремлення ремісництва від сільського господарства почала зростати верства самостійних ремісників, об'єднаних у цехи й поширилося виробництво шовкових шат, зокрема жіночих і чоловічих сорочок та ін. Природного шовку в Україні не було, шовкові тканини імпортувалися з Азії й деяких країн Західної Європи. Мануфактурні підприємства легкої промисловості, у тому числі й кілька дрібніших підприємств шовкової промисловості, постали в Україні в 17 ст. Серед казенних заводів легкої промисловості України відомий був київський казенний завод шовкового виробництва, заснований 1725, що працював кілька десятків років. Відомі були також приватні заводи В. Іванова та Р. Сморазіна в Києві (50 — 60 роки 18 ст.), Новодолозький шовковий завод (із 1774) та ін. У зв'язку з виникненням фабрично-заводської промисловості після реформи шовкова промисловість в Україні була дуже слабо розвинена і за винятком кількох дрібніших виробництв фактично не існувала.
Початки промислового шовківництва слід віднести до першої половини 1930-их років. 1930 в Україні заготовлено 88 т коконів тутового шовкопряда, 1940—412 т. Фактично справжнього розвитку шовкова промисловість набула аж після другої світової війни. 1970 заготовлено в УРСР 1,4 тис. т коконів та вироблено 35,7 тис. т шовку-сирцю. 1975 виробництво шовку-сирцю зросло до 37,5 тис. т, але згодом почало знижуватися (1980 — 35,1, 1984 — 33,2 тис. т). Ряд більших заводів шовкової промисловості збудовано після Другої світової війни. Слід у першу чергу назвати Дарницький шовковий комбінат у Києві, що випускає тканини з штучного шовку, та Київський шовковий комбінат (з 1947), що випускає тканини з природного шовку. Тканини з штучного шовку виробляють також (з 1969) Черкаський та Луцький шовкові комбінати. Технічні шовкові тканини випускають Київська (з 1961) і Лисичанська (з 1969) фабрики та деякі підприємства бавовняної промисловості.
|                               | 1950 | 1960 | 1965 | 1970 | 1975  |
| ----------------------------- | ---- | ---- | ---- | ---- | ----- |
| Шовкові тканини в млн м       | 1,3  | 40,0 | 48,8 | 84,4 | 159,2 |
| У тому ч.:                    |      |      |      |      |       |
| з природного шовку            | —    | 0,8  | 0,9  | 1,1  | 1,8   |
| з штучного синтетичного шовку | —    | 25,0 | 32,8 | 64,0 | 142,3 |
| з штапельного волокна         | —    | 14,0 | 15,0 | 19,3 | 15,1  |

Правдоподібно в 1980-их років виробництво шовкових тканин в Україні збільшилось до понад 200 млн м, але точніших статистичних даних немає. У структурі текстильної промисловості шовкова дає бл. 20 — 25 %, виробляючи у більшості тканини з штучного синтетичного шовку, як і деякий асортимент технічних шовкових тканин. Ця галузь виробництва найвище розвинена у південно-західному економічному районі (77 % всього виробництва) та в меншій мірі у донецько-придніпровському і південному районах. Більшість готових виробів шовкової промисловості України і надалі довозять з Росії, Закавказзя та інших країн світу.
Теоретичні проблеми розвитку цієї галузі вивчають Український науково-дослідний інститут текстильної промисловості у Києві та Узбецький науково-дослідний інститут шовкової промисловості в Ташкенті.

## Шовк у сучасності

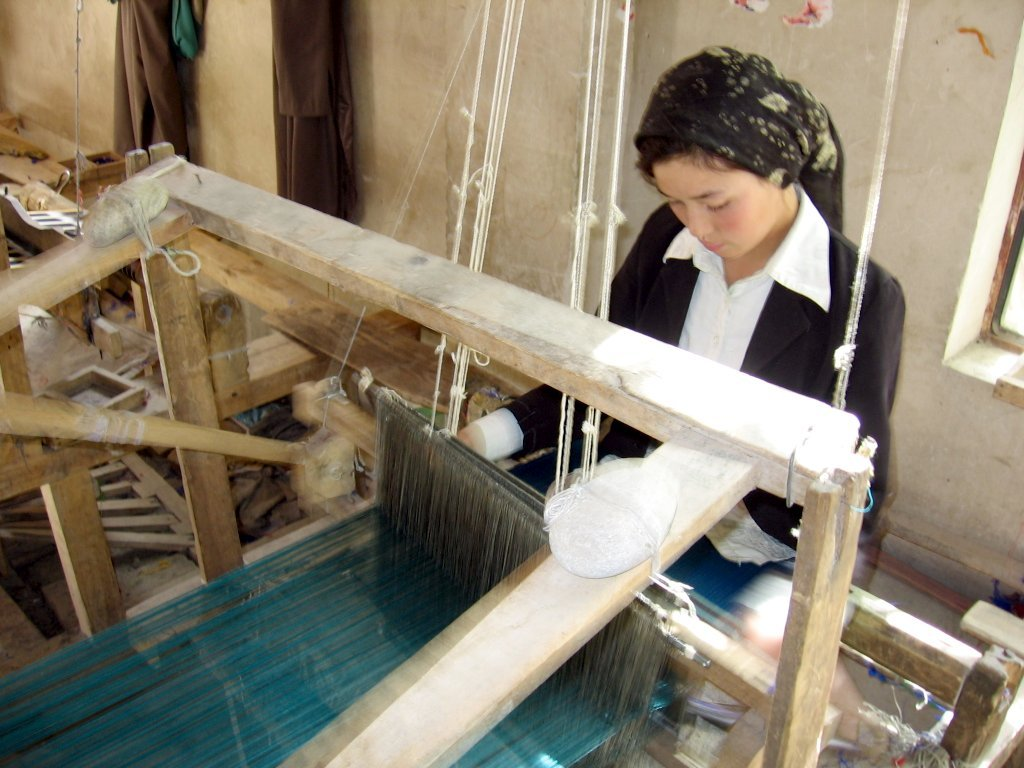
Жінка робить шовк в Хотані, Китай.

Італії вдалося відновитись після втрат, а ось Франція не змогла. Урбанізація в Європі сприяла тому, що багато французьких та італійських сільськогосподарських робітників покинути виробництво шовку на користь прибуткової роботи на заводі. Для заповнення порожнечі, імпортувався шовк-сирець з Японії. Азійські країни, раніше експортери сировини (коконів і шовку-сирцю), поступово стали експортувати більше готового одягу. Після кризи в Європі, модернізація шовківництва в Японії зробила її основним світовим виробником шовку. На початку 20-го століття, Японія стрімко проходила індустріалізацію і виробляла до 60 % світового шовку-сирцю; більшість експорту проходила через порт Йокогама.
Під час Другої світової війни постачання шовку з Японії припинилось, тому західні країни були змушені шукати йому заміну. Синтетичні волокна, такі як нейлон, були використані в таких продуктах, як парашути і панчохи, замінивши шовк. Навіть після війни, шовк виявився не в змозі відновити багато втрачених ринків, хоча і залишався дорогим елітним продуктом. 
Післявоєнна Японія, за рахунок вдосконалення технології і протекціоністської ринкової політики, стала головним експортером шовку-сирцю, — положення, яке вона займала до 1970-х років. Подальше підвищення значимості синтетичних волокон і ослаблення протекціоністської економіки сприяли зниженню японської шовкової промисловості, і до 1975 року вона вже була імпортером шовку за загальним сальдо.
З недавніми економічними реформами, Китайська Народна Республіка стала найбільшим у світі виробником шовку. В 1996 році там було вироблено 58 000 тонн з світового виробництва 81 000 тонн; за Китаєм слідує Індія з 13 000 тоннами. Японське виробництво зараз невелике, всього 2500 тонн. Між 1995 і 1997 роками виробництво китайського шовку впало на 40 % в намаганні підвищення цін.
У грудні 2006 року Генеральна Асамблея ООН проголосила 2009 рік Міжнародним роком природних волокон для підвищення відомості шовкових і інших натуральних волокон.

## Подальше читання
- Watt, James C.Y.; Wardwell, Anne E. (1997). When silk was gold: Central Asian and Chinese textiles. New York: The Metropolitan Museum of Art. ISBN 0870998250. Архів оригіналу за 3 листопада 2018. Процитовано 9 вересня 2016.
- » Sericulture in Asia: Yesterday, today, tomorrow ", Asia and Pacific Network
- Енциклопедія українознавства : Словникова частина : [в 11 т.] / Наукове товариство імені Шевченка ; гол. ред. проф., д-р Володимир Кубійович. — Париж — Нью-Йорк : Молоде життя, 1955—1995. — ISBN 5-7707-4049-3.